# Cleistanthus xanthopus
Cleistanthus xanthopus är en emblikaväxtart som beskrevs av Airy Shaw. Cleistanthus xanthopus ingår i släktet Cleistanthus och familjen emblikaväxter. Inga underarter finns listade i Catalogue of Life.